# Car-tank
Car-tank (rusky Царь-танк) jinak také Lebeděnkův tank (танк Лебеденко) či Netopýr (Нетопырь) bylo kolové obrněné vozidlo experimentální konstrukce navržené a zkonstruované v Rusku inženýrem Nikolajem Lebeděnkem a jeho spolupracovníky mezi lety 1914–1915.

## Návrh a konstrukce
V návaznosti na zákopovou taktiku boje první světové války se mnozí vědci, konstruktéři a vojáci zabývali myšlenkou vzniku opancéřovaného bojového vozidla, schopného vést útok na tato postavení a překročit je, aniž by bylo nutné vést hromadné zteče a tím snášet velké ztráty za takto dobytá postavení. Jedním z nich byl také inženýr Nikolaj Lebeděnko, konstruktér dělostřeleckých zařízení pro ruskou armádu, který v roce 1914 přišel s myšlenkou kolového pancéřovaného vozidla netradiční konstrukce. Společně s Nikolajem J. Žukovským a jeho synovci Borisem S. Štečkinem a Alexandrem A. Mikulinem (oba později konstruktéři leteckých motorů) vypracovali výslednou podobu vozidla.
Konstrukčně se jednalo o motorem poháněnou tříkolku s centrálním tělesem tvaru T, vpředu s dvěma závěsy pro hnaná paprsková kola o průměru přibližně 9 metrů a vzadu, na svažujícím se rameni umístěným válcem o průměru 1,5 metru sloužícímu k řízení vozidla. Dle svých vzpomínek se Lebeděv pro tento koncept inspiroval asijskými válečnými vozy, jež díky velkým kolům snáze překonávají terénní nerovnosti. Celková délka vozidla činila 17,8 metru, šířka 12 metrů a výška 9 metrů. Dle prvních propočtů měla hmotnost dosáhnout 40 tun.
Pohon měly zajistit 2 motory Maybach, každý o výkonu 180 kW (240 Ks) pří 2500 ot/min, získané Rusy ze sestřelené německé vzducholodě.
Každý motor poháněl kolo z automobilu, jež bylo listovým pérem z železničního vagónu přitlačeno na dřevěné obložení z vnější strany předních kol. Tím bylo zabráněno zadření motoru v případě uvíznutí stroje, nicméně se zde ztrácelo značné množství výkonu, což se projevilo při zkouškách vozidla. Maximální plánovaná rychlost vozidla byla 17 km/h (pravděpodobně se jednalo o rychlost na upraveném povrchu, tj. v terénu by byla nižší), což bylo více než u tanků použitých Brity, Francouzi či Němci o pár let později na západní frontě.
Pancéřování tvořila standardní válcovaná ocel, v původních plánech tloušťky 7 mm, při výrobě prototypu zesílena na 10 mm, jež měla chránit především proti účinkům puškového a kulometného střeliva a děl menších ráží.
Prostor pro posádku byl umístěn v příčné části T trupu, vstup byl řešen zadními dveřmi, k nimž bylo třeba vystoupat po zadní „noze“ vozidla. Nad centrálním prostorem byla umístěna pevná věž s pravděpodobně 6 otvory pro lafetaci kulometů Maxim M1910 ráže 7,62, eventuálně dělové výzbroje. Na obou krajích příčné části T trupu pak bylo po jednom sponsonu s otočnou lafetou pro kulomet Maxim M1910. V téže ose jako horní věž, byla vespod trupu umístěna menší pravděpodobně neozbrojená věž. Předpokládaný počet členů posádky činil 15 mužů.

## Model vozidla

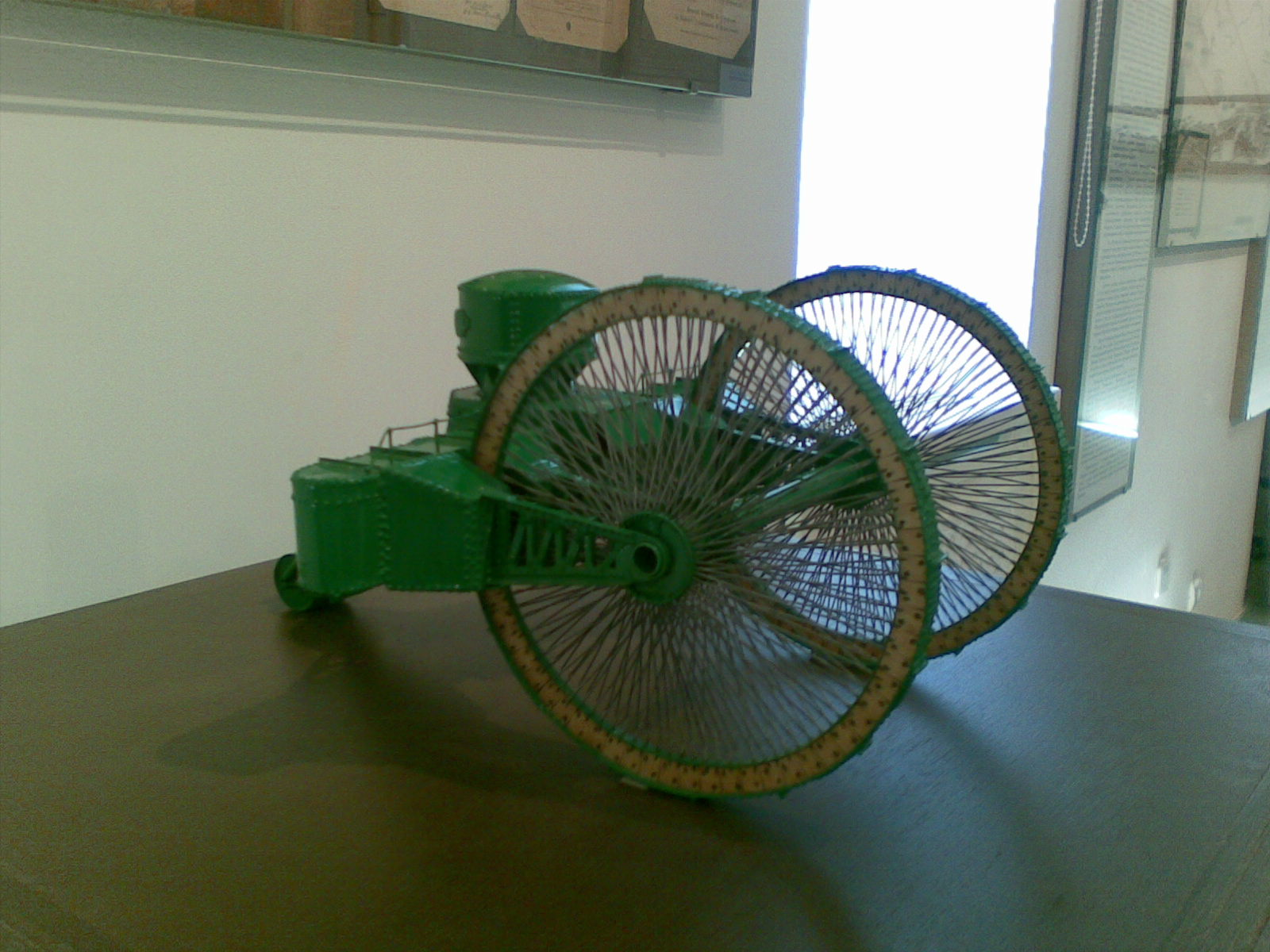
Model tanku Lebeděnko v muzeu v Dmitrovském kremlu

Přestože od začátku působil projekt stroje nejen neobvykle až bizarně ale také složitě a nákladně, Lebeděnkovi se podařilo pro experiment získat pozornost cara Mikuláše II. a vojenského vedení. Na předvedení schopností stroje 8. srpna (juliánského kalendáře, 21. září gregoriánského kalendáře) byl zhotoven pojízdný model poháněný pérovým motorkem z gramofonu.
Na diváky model udělal dojem, když hravě překonával překážky v podobě tlustého koberce a knih. Podle svědectví pracovníků paláce byl car tak nadšený, že model sám natahoval a společně s Lebeděvem za ním lezli pod stůl. Nakonec car schválil uvolnění 210 000 rublů na výrobu zkušebního prototypu.

## Prototyp
Práce na prototypu probíhaly v Moskvě, výroba pak v továrně v Moskevském okruhu Chamovniki. Stroj byl hotov na konci července. Složen byl pouze do podsestav, aby mohl být snadno přepraven na frontu v případě, že by byl nasazen a smontován byl až zde. V srpnu byl „tank“ odeslán na místo zkoušky, do lesa severně od nádraží Orudevo u Dimitrova, 60 km severně od Moskvy. Po sestavení stroje se zjistilo, že v rámci zpevnění konstrukce stroje byla v továrně zvětšena tloušťka oceli, čímž se na jednu stranu zvětšila hodnota pancéřování, na druhou stranu se hmotnost stroje zvětšila o polovinu, na celých 60 tun. Zkoušky byly provedeny 27. srpnajul./ 9. září 1915greg.. Zpočátku si stroj vedl dobře, díky vysokým kolům snadno překonával terénní překážky, lámal a kácel stromy, po chvíli však zapadl zadním kolem do bažiny a již se nevyprostil. Projevil se zde pravděpodobně přijíš jednoduchý princip převodu výkonu jinak silných motorů na hnaná kola (viz kolo z automobilu).
Krom toho shledala komise velmi zranitelné místo v hlavní devíze tanku – v předních kolech. Poukázala na to, že jediný zásah tříštivým granátem by zpřetrhal výplety kol a vozidlo by bylo vyřazeno. Mikulin se Štečkinem se poté snažili motory vyměnit za výkonnější, nicméně armáda o tento experiment zcela ztratila zájem a tak skončilo i financování, jehož hodnota se do té doby narostla na 250 000 rublů. Problém se strojem nastal, i když už nebyl zájmem vojenských hodnostářů. Nebylo totiž prostředku, který by jej vyprostil, a tak zůstal hlídán armádou stát na místě, kde se zastavil. Pod dozorem byl až do vypuknutí občanské války roku 1917. Poté ho již nikdo nehlídal, a tak zde postupně rezivěl, propadal se do bažiny a byl odstrojován místními, a to pravděpodobně až do roku 1923, kdy byl definitivně rozebrán do šrotu.
O osudu modelu není nic známo.